# Kamil Podroužek
Kamil Podroužek (* 6. května 1966 Kladno) je český stavební historik a etnograf, památkář a vysokoškolský pedagog. Zabývá se výzkumem lidové architektury v období středověku a novověku, je autorem více než 50 stavebně historických průzkumů. Specializuje se na hmotnou kulturu a stavby v pískovcovém podloží. Autor a spoluautor odborné literatury a metodiky.
Na Filozofické fakultě UK v Praze vystudoval historii a etnografii, na ČVUT v Praze obor dějiny architektury a rekonstrukce památek. V letech 1992–2018 působil jako odborný pracovník Národního památkového ústavu v Ústí nad Labem, v oddělení Výzkumu, průzkumu a dokumentace. Od roku 2002 přednáší na katedře historie Filozofické fakulty Univerzity Jana Evangelisty Purkyně v Ústí nad Labem, kde také vede Centrum pro dokumentaci a digitalizaci kulturního dědictví.

## Dílo
- PODROUŽEK, Kamil. Vesnické stavby na pískovcovém podloží. 1. vyd. Ústí nad Labem: Filozofická fakulta UJEP, 2006. 85 s. ISBN 80-7044-841-5.
- GABRIEL, František; PANÁČEK, Jaroslav; PODROUŽEK, Kamil. Helfenburk, hrad pražských arcibiskupů. 1. vyd. Borek: Hrádek, 2011. 524 s. ISBN 978-80-904730-0-3.
- PANÁČEK, Michal; PODROUŽEK, Kamil; OTÁHAL, David; RYKL, Michael; VARHANÍK, Jiří. Historické zdivo: k 60. narozeninám Ing. Lumíra Tejmara: sborník příspěvků z 12. specializované konference stavebněhistorického průzkumu uspořádané 18.-21. června 2013 v Roudnici nad Labem. 1. vyd. Praha: Sdružení pro stavebněhistorický průzkum, 2014. 340 s. (Svorník, 12). ISBN 978-80-260-6784-9.
- PODROUŽEK, Kamil. Metodika dokumentace lidové architektury: certifikovaná metodika. 1. vyd. Ústí nad Labem: Národní památkový ústav, územní odborné pracoviště v Ústí nad Labem, 2015. 96 s. (Odborné a metodické publikace; svazek 72). ISBN 978-80-85036-58-9.
- PODROUŽEK, Kamil; ZÁBRANSKÝ, Vilém; A KOL. Milešov - historie, kulturní památky a jejich dokumentace: katalog výstavy Milešov ve středověku a raném novověku. 1. vyd. Ústí nad Labem: Národní památkový ústav ÚOP v Ústí nad Labem, 2015. 75 s. ISBN 978-80-85036-62-6.
- BUREŠ, Pavel; PODROUŽEK, Kamil; A KOL. Lidové stavby Libereckého kraje. 1. vyd. Turnov: Muzeum Českého ráje, 2016. 159 s. ISBN 978-80-87416-22-8.
- BELISOVÁ, Natalie; PODROUŽEK, Kamil; A KOL. Lidové stavby Ústeckého kraje. 1. vyd. Praha: Foibos Books s.r.o. ve spolupráci s Kotěrovým centrem architektury a Národním památkovým ústavem, 2016. 47 s. ISBN 978-80-87073-89-6.
- PODROUŽEK, Kamil. Člověk a pískovec: tři případové studie osídlení pískovců s teoretickým úvodem o metodě formální analýzy archeologizovaných staveb. 1. vyd. Ústí nad Labem ; Praha: Scriptorium, 2018. 303 s. (Acta Universitatis Purkynianae Facultatis philosophicae. Studia historica; 18). ISBN 978-80-7414-384-7.
- PODROUŽEK, Kamil. Terra Sacra Incognita : studentská grantová soutěž Univerzity Jana Evangelisty Purkyně Terra Sacra Incognita 2015-2017. 1. vyd. Ústí nad Labem: Filozofická fakulta Univerzity Jana Evangelisty Purkyně v Ústí nad Labem, 2018. 195 s. ISBN 978-80-7561-140-6.
- PODROUŽEK, Kamil; A KOL. Metodika efektivního terénního průzkumu a dokumentace historických staveb: (tematický plošný průzkum sušáren chmele). 1. vyd. Ústí nad Labem: Národní památkový ústav, územní odborné pracoviště v Ústí nad Labem, 2020. 155 s. ISBN 978-80-85036-74-9.
- PODROUŽEK, Kamil. Terra Sacra Incognita : studentisches Förderprojekt der Jan-Evangelista-Purkyně-Universität Ústí nad Labem Terra Sacra Incognita 2015-2017. Překlad MAŠKOVÁ Anna, WEISE Volker. německé. vyd. Ústí nad Labem: Jan Evangelista Purkyně University, Faculty of Arts, 2020. 216 s. ISBN 978-80-7561-273-1. (německy)
- PÁTEK, Jakub; PODROUŽEK, Kamil; A KOL. Konojedská preludia. 1. vyd. Ústí nad Labem: Filozofická fakulta Univerzity Jana Evangelisty Purkyně v Ústí nad Labem, 2021. 335 s. ISBN 978-80-7561-307-3.
- ADAMOVIČ, Jiří; CÍLEK, Václav; PODROUŽEK, Kamil. Vlhošť: hora v labyrintu skal. 1. vyd. Praha: Dokořán, 2022. 325 s. ISBN 978-80-7675-069-2.